# René Trost
René Hubertus Johannes Trost (Kerkrade, 31 gennaio 1965) è un allenatore di calcio ed ex calciatore olandese, di ruolo difensore, tecnico del Chevremont.

## Palmarès

### Giocatore

#### Competizioni nazionali
- Coppa dei Paesi Bassi: 1

Roda JC: 1996-1997